# 被災宅地危険度判定
被災宅地危険度判定（ひさいたくちきけんどはんてい）とは、平成7年（1995年）の阪神・淡路大震災により、住宅地に大きな被害が出たことから、余震などによる二次災害を防止・軽減するために、平成9年（1997年）に創設された調査制度である。豪雨災害でも活用されており、被災した地方自治体の要請を受けて都道府県などに登録されている「被災宅地危険度判定士」が地盤や造成地の擁壁を目視で点検し、亀裂や傾き、地滑りの恐れがないかなどを確認することになる。「被災宅地危険度判定連絡協議会」が、1997年5月に設立されている。全国協議会の本部は東京都千代田区の公益社団法人・全国宅地擁壁技術協会内にあるが、各都道府県にも協議会がある。

## 被災宅地危険度判定士
被災宅地危険度判定士は、被災地の区市町村又は都道府県の要請に応じ、被災した宅地の危険度を判定する技術者のこと。宅地判定士となるには、下記のいずれかの資格を有し都道府県が実施する被災宅地危険度判定士養成講習会を受講する必要がある。
1. 宅地造成及び特定盛土等規制法又は都市計画法に規定する設計資格を有する人
2. 国又は地方公共団体等の職員で、土木・建築等に関し一定期間以上の実務経験がある人

ただし、愛知県、兵庫県、静岡県など一部の県は上記2にしか受講資格を認めていないので、専門性の高い技術者でも民間人である限り登録できない運用となっている。
判定士は、調査票に定められた判定基準により、判定結果を、「危険宅地（赤色）」「要注意宅地（黄色）」「調査済宅地（青色）」の3種類で表す。